# 3. Biathlon-Weltcup 2023/24 (Lenzerheide)
Der 3. Weltcup der Biathlonsaison 2023/24 fand in der Gemeinde Lantsch/Lenz im Schweizer Hochtal Lenzerheide in Graubünden statt. Mit diesen Wettkämpfen fand zum ersten Mal in der Geschichte ein Biathlon-Weltcup in der Schweiz statt. Die Wettkämpfe in der Roland Arena wurden vom 11. bis 17. Dezember 2023 ausgetragen.
Im Rahmen der Wettkämpfe fanden auch die ersten Massenstarts der Saison statt.

## Wettkampfprogramm
| Datum        | Männer    | Männer               | Frauen    | Frauen                |
| ------------ | --------- | -------------------- | --------- | --------------------- |
| Do, 14.12.23 |           |                      | 14:15 Uhr | Sprint (7,5 km)       |
| Fr, 15.12.23 | 14:15 Uhr | Sprint (10 km)       |           |                       |
| Sa, 16.12.23 | 14:40 Uhr | Verfolgung (12,5 km) | 12:45 Uhr | Verfolgung (10 km)    |
| So, 17.12.23 | 14:45 Uhr | Massenstart (15 km)  | 12:30 Uhr | Massenstart (12,5 km) |

## Teilnehmende Nationen und Athleten
| Nation               | Anzahl               | Athlet | Athletin |
| Europa (22 Nationen) | Europa (22 Nationen) | Europa (22 Nationen) | Europa (22 Nationen) |
| -------------------- | -------------------- | --- | --- |
| Belgien              | 1+1                  | Florent Claude | Lotte Lie |
| Bulgarien            | 3+3                  | Wladimir Iliew, Anton Sinapow, Konstantin Wassilew | Lora Christowa, Walentina Dimitrowa, Daniela Kadewa                                                                                  |
| Deutschland          | 6+6                  | Benedikt Doll, Philipp Horn, Johannes Kühn, Philipp Nawrath, Justus Strelow, David Zobel                                                                    | Selina Grotian, Janina Hettich-Walz, Franziska Preuß, Johanna Puff, Sophia Schneider, Vanessa Voigt                                  |
| Estland              | 3+4                  | Marten Aolaid, Raido Ränkel, Kristo Siimer | Regina Ermits, Hanna-Brita Kaasik, Susan Külm, Tuuli Tomingas                                                                        |
| Finnland             | 4+4                  | Otto Invenius, Joni Mustonen, Jonni Mukkala, Jaakko Ranta                                                                                                   | Noora Kaisa Keränen, Sonja Leinamo, Suvi Minkkinen, Darja Wirolainen                                                                 |
| Frankreich           | 6+6                  | Émilien Claude, Fabien Claude, Quentin Fillon Maillet, Antonin Guigonnat, Émilien Jacquelin, Éric Perrot                                                    | Justine Braisaz-Bouchet, Sophie Chauveau, Chloé Chevalier, Gilonne Guigonnat, Lou Jeanmonnot, Julia Simon                            |
| Griechenland         | 2                    | Apostolos Angelis, Nikolaos Tsourekas | |
| Italien              | 5+5                  | Didier Bionaz, Patrick Braunhofer, Tommaso Giacomel, Lukas Hofer, Elia Zeni                                                                                 | Samuela Comola, Rebecca Passler, Beatrice Trabucchi, Lisa Vittozzi, Dorothea Wierer                                                  |
| Lettland             | 3+2                  | Renārs Birkentāls, Aleksandrs Patrijuks, Andrejs Rastorgujevs                                                                                               | Sandra Buliņa, Annija Sabule |
| Litauen              | 4+3                  | Karol Dombrovski, Maksim Fomin, Tomas Kaukėnas, Jokūbas Mačkinė                                                                                             | Natalija Kočergina, Judita Traubaitė, Lidia Žurauskaitė                                                                              |
| Moldau               | 3+3                  | Pawel Magasejew, Maxim Makarow, Michail Ussow | Alla Ghilenko, Aljona Makarowa, Alina Stremous                                                                                       |
| Norwegen             | (7)+6                | Johannes Thingnes Bø, Tarjei Bø, Vetle Sjåstad Christiansen, Johannes Dale-Skjevdal, Sturla Holm Lægreid, Vebjørn Sørum (nur Massenstart), Endre Strømsheim | Juni Arnekleiv, Karoline Erdal, Emilie Ågheim Kalkenberg, Karoline Offigstad Knotten, Marit Ishol Skogan, Ingrid Landmark Tandrevold |
| Österreich           | 5+4                  | Simon Eder, Patrick Jakob, David Komatz, Felix Leitner, Dominic Unterweger                                                                                  | Anna Gandler, Anna Juppe, Kristina Oberthaler, Tamara Steiner                                                                        |
| Polen                | 4+4                  | Konrad Badacz, Jan Guńka, Tomasz Jakieła, Andrzej Nędza-Kubiniec                                                                                            | Daria Gembicka, Joanna Jakieła, Anna Mąka, Natalia Sidorowicz                                                                        |
| Rumänien             | 4+3                  | George Buta, George Colțea, Raul Flore, Dmitri Schamajew | Andreea Mezdrea, Anastassija Tolmatschowa, Jelena Tschirkowa                                                                         |
| Schweden             | 6+6                  | Oskar Brandt, Jesper Nelin, Emil Nykvist, Martin Ponsiluoma, Sebastian Samuelsson, Malte Stefansson                                                         | Sara Andersson, Mona Brorsson, Anna Magnusson, Elvira Öberg, Hanna Öberg, Linn Persson                                               |
| Schweiz              | 6+4                  | Joscha Burkhalter, Dajan Danuser, Jeremy Finello, Niklas Hartweg, Gion Stalder, Sebastian Stalder                                                           | Amy Baserga, Aita Gasparin, Elisa Gasparin, Lena Häcki-Groß                                                                          |
| Slowakei             | 2+1                  | Damián Cesnek, Tomáš Sklenárik | Ema Kapustová |
| Slowenien            | 3+4                  | Jakov Fak, Lovro Planko, Toni Vidmar | Polona Klemenčič, Živa Klemenčič, Anamarija Lampič, Lena Repinc                                                                      |
| Tschechien           | 5+5                  | Mikuláš Karlík, Michal Krčmář, Jonáš Mareček, Jakub Štvrtecký, Adam Václavík                                                                                | Lucie Charvátová, Markéta Davidová, Jessica Jislová, Tereza Vinklárková, Tereza Voborníková                                          |
| Ukraine              | 5+5                  | Anton Dudtschenko, Taras Lessjuk, Dmytro Pidrutschnyj, Artem Pryma, Artem Tyschtschenko                                                                     | Chrystyna Dmytrenko, Julija Dschyma, Anna Krywonos, Anastassija Merkuschyna, Iryna Petrenko                                          |
| Amerika (2 Nationen) |                      | | |
| Kanada               | 2+1                  | Christian Gow, Adam Runnalls | Nadia Moser |
| Vereinigte Staaten   | 4+4                  | Vincent Bonacci, Jake Brown, Sean Doherty, Campbell Wright                                                                                                  | Grace Castonguay, Kelsey Dickinson, Jackie Garso, Deedra Irwin                                                                       |
| Asien (3 Nationen)   |                      | | |
| Japan                | 1                    | Mikito Tachizaki | |
| Kasachstan           | 3+2                  | Ässet Düissenow, Wladislaw Kirejew, Alexander Muchin | Polina Jegorowa, Arina Krjukowa |
| Südkorea             | 2+2                  | Choi Du-jin, Timofei Lapschin | Jekaterina Awwakumowa, Ko Eun-jung                                                                                                   |
| Ozeanien (1 Nation)  |                      | | |
| Australien           | 1                    | | Darcie Morton |

## Ausgangslage
Als Führende des Gesamtweltcups gingen Tarjei Bø und Ingrid Landmark Tandrevold an den Start.

Da diverse Athleten krankheitsbedingt ausfielen, war die Anzahl der Athleten in den jeweiligen Startlisten relativ gering. Im deutschen Team kam es zu einem Wechsel, im Gegenzug zu Anna Weidel gab Johanna Puff ihr Weltcupdebüt. Hanna Kebinger konnte immer noch nicht an den Start gehen. Auch bei den Männern wurde getauscht; da Roman Rees nach seiner Krankheit nicht angereist war, kam Philipp Horn zu seinem ersten Einsatz im Winter. Da auch Marthe Kråkstad Johansen ausfiel, wurde sie durch Karoline Erdal ersetzt, Tilda Johansson wurde im schwedischen Team nach Auslauf ihres persönlichen Startrechtes wieder in den IBU-Cup versetzt. Lou Jeanmonnot und Sebastian Samuelsson bestritten krankheitsbedingt den Sprint und dementsprechend auch die Verfolgung nicht und planten, nur am Massenstart teilnehmen, Samuelsson trat diesen allerdings ebenfalls nicht an.

Jeweils einen Ausfall gab es in den anderen deutschsprachigen Teams; Hannah Auchentaller, Lisa Hauser, Elisa Gasparin und Maya Cloetens konnten, ebenfalls aus gesundheitlichen Gründen, nicht an den Start gehen.

## Ergebnisse
| 3. Weltcup in der Lenzerheide, 11. bis 17. Dezember 2023 | 3. Weltcup in der Lenzerheide, 11. bis 17. Dezember 2023 | 3. Weltcup in der Lenzerheide, 11. bis 17. Dezember 2023 | 3. Weltcup in der Lenzerheide, 11. bis 17. Dezember 2023 | 3. Weltcup in der Lenzerheide, 11. bis 17. Dezember 2023 |
| -------------------------------------------------------- | -------------------------------------------------------- | -------------------------------------------------------- | -------------------------------------------------------- | -------------------------------------------------------- |
| Datum                                                    | Disziplin                                                | Erster Platz                                             | Zweiter Platz                                            | Dritter Platz                                            |
| 14. Dezember 2023 (Do.)                                  | Sprint (7,5 km)                                          | Justine Braisaz-Bouchet                                  | Ingrid Landmark Tandrevold                               | Lisa Vittozzi                                            |
| 15. Dezember 2023 (Fr.)                                  | Sprint (10 km)                                           | Benedikt Doll                                            | Johannes Thingnes Bø                                     | Philipp Nawrath                                          |
| 16. Dezember 2023 (Sa.)                                  | Verfolgung (10 km)                                       | Justine Braisaz-Bouchet                                  | Julia Simon                                              | Marit Ishol Skogan                                       |
| 16. Dezember 2023 (Sa.)                                  | Verfolgung (12,5 km)                                     | Johannes Thingnes Bø                                     | Endre Strømsheim                                         | Sturla Holm Lægreid                                      |
| 17. Dezember 2023 (So.)                                  | Massenstart (12,5 km)                                    | Justine Braisaz-Bouchet                                  | Elvira Öberg                                             | Hanna Öberg                                              |
| 17. Dezember 2023 (So.)                                  | Massenstart (15 km)                                      | Johannes Thingnes Bø                                     | Johannes Dale-Skjevdal                                   | Tarjei Bø                                                |

## Verlauf

### Sprint

#### Frauen
Start: Donnerstag, 14. Dezember 2023, 14:15 Uhr
| Platz | Sportler                   | Zeit        | Schießfehler |
| ----- | -------------------------- | ----------- | ------------ |
| 1     | Justine Braisaz-Bouchet    | 22:13,0 min | 0+0          |
| 2     | Ingrid Landmark Tandrevold | +12,2       | 0+0          |
| 3     | Lisa Vittozzi              | +17,2       | 0+0          |
| 4     | Julia Simon                | +39,7       | 1+0          |
| 5     | Elvira Öberg               | +52,0       | 1+0          |
| 6     | Marit Ishol Skogan         | +55,7       | 0+0          |
| 7     | Franziska Preuß            | +59,5       | 0+0          |
| 8     | Deedra Irwin               | +1:12,6     | 0+0          |
| 9     | Tereza Voborníková         | +1:23,1     | 0+0          |
| 10    | Juni Arnekleiv             | +1:26,1     | 0+1          |
| 0     |                            |             |              |
| 12    | Janina Hettich-Walz        | +1:29,1     | 0+1          |
| 19    | Lena Häcki-Groß            | +1:45,8     | 2+1          |
| 21    | Vanessa Voigt              | +1:56,4     | 1+0          |
| 25    | Tamara Steiner             | +2:05,4     | 0+0          |
| 30    | Amy Baserga                | +2:17,9     | 1+0          |
| 31    | Lea Meier                  | +2:19,3     | 0+0          |
| 32    | Dorothea Wierer            | +2:22,4     | 1+1          |
| 34    | Aita Gasparin              | +2:32,0     | 1+1          |
| 36    | Rebecca Passler            | +2:33,2     | 0+2          |
| 38    | Selina Grotian             | +2:39,4     | 1+0          |
| 51    | Anna Gandler               | +3:05,4     | 2+1          |
| 52    | Beatrice Trabucchi         | +3:06,3     | 1+1          |
| 55    | Samuela Comola             | +3:17,4     | 0+1          |
| 57    | Anna Juppe                 | +3:20,9     | 1+3          |
| 61    | Johanna Puff               | +3:27,3     | 0+1          |
| 66    | Kristina Oberthaler        | +3:36,0     | 0+1          |
| DNS   | Lotte Lie                  |             |              |
| DNS   | Sophia Schneider           |             |              |

Gemeldet: 88
Nicht am Start: 5
Mit der zweitbesten Kurszeit des Feldes und dank ihres ersten komplett fehlerfreien Schießens der Saison siegte Justine Braisaz-Bouchet zum ersten Mal bei einem Sprintwettkampf, dahinter klassierten sich Tandrevold und Vittozzi. Franziska Preuß erzielte bei ihrer Rückkehr in den Weltcup ein starkes Resultat, auch Deedra Irwin, Tereza Voborniková und Tuuli Tomingas (11.) liefen zu einem sehr guten Ergebnis. Ihr bestes Karriereergebnis und Weltcuppunkte erzielten Marit Ishol Skogan, Chrystyna Dmytrenko (27.) und Noora Kaisa Keränen (40.), die mit Abstand beste Laufleistung zeigte ein weiteres Mal Anamarija Lampič, die nach vier Fehlern noch 14. wurde. Mit einem Sprung von fast dreieinhalb Minuten der für den Verfolger qualifizierten 60 Athletinnen ergab sich am Ende des Rennens ein sehr großer Zeitunterschied.

#### Männer
Start: Freitag, 15. Dezember 2023, 14:15 Uhr
| Platz | Sportler               | Zeit        | Schießfehler |
| ----- | ---------------------- | ----------- | ------------ |
| 1     | Benedikt Doll          | 23:15,8 min | 0+0          |
| 2     | Johannes Thingnes Bø   | +5,4        | 1+0          |
| 3     | Philipp Nawrath        | +36,8       | 1+0          |
| 4     | Sturla Holm Lægreid    | +39,1       | 0+0          |
| 4     | Philipp Horn           | +39,1       | 1+0          |
| 6     | Johannes Kühn          | +44,3       | 0+0          |
| 7     | Martin Ponsiluoma      | +59,4       | 1+2          |
| 8     | Quentin Fillon Maillet | +59,5       | 2+0          |
| 9     | Lovro Planko           | +1:05,1     | 0+0          |
| 10    | Éric Perrot            | +1:08,6     | 1+1          |
| 11    | Niklas Hartweg         | +1:12,1     | 0+1          |
| 0     |                        |             |              |
| 13    | Florent Claude         | +1:14,4     | 0+0          |
| 17    | Simon Eder             | +1:20,6     | 1+0          |
| 18    | Justus Strelow         | +1:22,4     | 1+0          |
| 19    | Didier Bionaz          | +1:25,7     | 0+1          |
| 20    | Tommaso Giacomel       | +1:28,0     | 2+1          |
| 26    | David Komatz           | +1:37,0     | 0+1          |
| 32    | Elia Zeni              | +1:48,3     | 0+0          |
| 33    | Patrick Braunhofer     | +1:52,7     | 0+0          |
| 35    | Joscha Burkhalter      | +1:59,6     | 0+1          |
| 39    | David Zobel            | +2:05,9     | 0+2          |
| 42    | Sebastian Stalder      | +2:11,6     | 0+2          |
| 47    | Lukas Hofer            | +2:27,7     | 2+1          |
| 50    | Dominic Unterweger     | +2:30,8     | 0+0          |
| 61    | Jeremy Finello         | +2:46,5     | 2+3          |
| 67    | Felix Leitner          | +2:58,5     | 1+1          |
| 83    | Patrick Jakob          | +3:49,6     | 0+3          |
| 85    | Dajan Danuser          | +3:55,9     | 1+3          |
| 87    | Gion Stalder           | +4:25,6     | 1+2          |

Gemeldet: 98
Nicht am Start: 5
Der Sprint in der Lenzerheide wurde klar von den deutschen Athleten geprägt, mit vier Athleten unter den besten Sechs stellte es das beste Ergebnis der Geschichte dar. Mit fehlerfreiem Schießen sicherte sich Benedikt Doll seinen ersten Saisonsieg, dahinter klassierten sich mit Johannes Thingnes Bø und Philipp Nawrath zwei sehr gute Läufer. Ein herausragendes Ergebnis erzielte Philipp Horn, der bei seinem ersten Weltcupstart im Winter sein bestes Individualergebnis auf dieser Ebene erreichte. Gute Resultate gab es auch für Johannes Kühn und Niklas Hartweg, der mit Abstand bester Schweizer wurde. Dank fehlerfreiem Schießen lief auch Lovro Planko zu seinem mit Abstand besten Karriereergebnis und erstmals in die Top 10, weitere persönliche Bestleistungen auf Weltcupebene gab es durch Alexander Muchin (23.), Wladislaw Kirejew (29.), Elia Zeni (32.) und Joni Mustonen (40.). Krankheitsbedingt fehlte der Weltcupzweite Sebastian Samuelsson.

### Verfolgung

#### Frauen
Start: Samstag, 16. Dezember 2023, 12:45 Uhr
| Platz | Sportler                | Zeit        | Schießfehler |
| ----- | ----------------------- | ----------- | ------------ |
| 1     | Justine Braisaz-Bouchet | 27:31,0 min | 1+0+1+1      |
| 2     | Julia Simon             | +25,2       | 0+0+2+0      |
| 3     | Marit Ishol Skogan      | +1:13,6     | 0+2+0+0      |
| 4     | Franziska Preuß         | +1:16,0     | 1+1+0+0      |
| 5     | Elvira Öberg            | +1:27,3     | 2+0+1+1      |
| 6     | Linn Persson            | +1:28,1     | 0+1+1+0      |
| 7     | Vanessa Voigt           | +1:28,7     | 0+0+0+0      |
| 8     | Janina Hettich-Walz     | +1:29,8     | 0+0+0+1      |
| 9     | Markéta Davidová        | +1:36,3     | 0+1+0+0      |
| 10    | Anastassija Merkuschyna | +1:49,6     | 0+0+1+0      |
| 11    | Lena Häcki-Groß         | +1:56,0     | 2+0+1+1      |
| 0     |                         |             |              |
| 14    | Lisa Vittozzi           | +2:03,2     | 1+3+0+1      |
| 17    | Tamara Steiner          | +2:31,4     | 0+0+0+0      |
| 31    | Rebecca Passler         | +3:24,1     | 1+0+1+1      |
| 36    | Amy Baserga             | +3:45,4     | 0+1+2+1      |
| 39    | Lea Meier               | +4:15,6     | 0+0+2+2      |
| 40    | Aita Gasparin           | +4:15,6     | 1+1+1+0      |
| 41    | Selina Grotian          | +4:25,4     | 1+1+1+2      |
| 44    | Samuela Comola          | +4:43,9     | 0+0+1+0      |
| 45    | Anna Juppe              | +4:49,9     | 1+1+0+2      |
| 46    | Beatrice Trabucchi      | +4:51,8     | 1+0+0+0      |
| DNS   | Anna Gandler            |             |              |
| DNS   | Dorothea Wierer         |             |              |

Gemeldet: 60
Nicht am Start: 2
Überrundet: 2
Nach dem Sprint entschied Justine Braisaz-Bouchet auch den Verfolger für sich und erzielte so ihren insgesamt siebten Individualsieg. Dahinter klassierten sich Julia Simon und Marit Ishol Skogan, die sich gegen Franziska Preuß durchsetzte. Für Skogan war es ihr erster Podestplatz in einem Einzelbewerb. Persson und Hettich-Walz liefen zum ersten Mal in diesem Winter unter die besten Zehn, für Anastassija Merkuschyna war der zehnte Rang sogar ihr zweitbestes Karriereresultat. Erstmals Weltcuppunkte gewannen Ema Kapustová (28.) und Lora Christowa (33.), neben Kapustová traf nur Tamara Steiner alle zwanzig Scheiben. Chloé Chevalier lief von Rang 45 auf 27 und machte somit die meisten Positionen gut.

#### Männer
Start: Samstag, 16. Dezember 2023, 14:40 Uhr
| Platz | Sportler               | Zeit        | Schießfehler |
| ----- | ---------------------- | ----------- | ------------ |
| 1     | Johannes Thingnes Bø   | 32:30,0 min | 0+1+2+0      |
| 2     | Endre Strømsheim       | +24,7       | 1+0+0+1      |
| 3     | Sturla Holm Lægreid    | +29,1       | 0+0+0+1      |
| 4     | Martin Ponsiluoma      | +40,9       | 2+0+1+0      |
| 5     | Johannes Dale-Skjevdal | +50,5       | 0+0+2+1      |
| 6     | Quentin Fillon Maillet | +57,5       | 2+0+1+0      |
| 7     | Philipp Horn           | +1:01,4     | 1+0+1+1      |
| 8     | Tarjei Bø              | +1:09,1     | 0+2+0+1      |
| 9     | Johannes Kühn          | +1:12,8     | 0+0+2+2      |
| 10    | Justus Strelow         | +1:13,2     | 0+0+1+0      |
| 0     |                        |             |              |
| 12    | Niklas Hartweg         | +1:19,0     | 1+0+0+0      |
| 13    | Florent Claude         | +1:26,0     | 0+1+0+1      |
| 16    | Didier Bionaz          | +1:42,9     | 0+0+1+2      |
| 17    | Benedikt Doll          | +1:57,6     | 1+2+3+1      |
| 18    | Philipp Nawrath        | +2:00,0     | 1+1+2+3      |
| 19    | Tommaso Giacomel       | +2:03,8     | 3+0+2+1      |
| 23    | Lukas Hofer            | +2:17,6     | 1+0+1+0      |
| 24    | Sebastian Stalder      | +2:26,3     | 0+0+0+1      |
| 25    | David Komatz           | +2:27,0     | 0+0+1+0      |
| 30    | Patrick Braunhofer     | +2:49,9     | 0+1+1+0      |
| 31    | David Zobel            | +2:52,8     | 0+1+1+1      |
| 38    | Elia Zeni              | +3:18,5     | 1+2+0+0      |
| 39    | Simon Eder             | +3:18,9     | 0+3+1+1      |
| 44    | Joscha Burkhalter      | +4:08,8     | 1+1+1+0      |
| 49    | Dominic Unterweger     | +4:38,9     | 1+2+0+0      |

Gemeldet: 60
Nicht am Start: 2
Überrundet:  Raul Flore
Da Sprintsieger Benedikt Doll die ein oder andere Scheibe verfehlte, kam Johannes Thingnes Bø relativ ungefährdet zu seinem zweiten Saisonsieg. Dank einer furiosen Schlussrunde holte Endre Strømsheim fast 20 Sekunden gegenüber Sturla Holm Lægreid auf und sicherte sich mit dem zweiten Rang seinen ersten Podestplatz in einem Individualbewerb. Das deutsche Team kam erneut zu einem starken Mannschaftsergebnis, vor allem Philipp Horn überzeugte ein weiteres Mal. Keinem Athleten gelang es, alle Scheiben zu treffen, die meisten Positionen machte Lukas Hofer gut, der von 47 auf 23 lief.

### Massenstart

#### Frauen
Start: Sonntag, 17. Dezember 2023, 12:30 Uhr
| Platz | Sportler                   | Zeit        | Schießfehler |
| ----- | -------------------------- | ----------- | ------------ |
| 1     | Justine Braisaz-Bouchet    | 36:04,6 min | 0+0+0+0      |
| 2     | Elvira Öberg               | +5,5        | 1+1+0+0      |
| 3     | Hanna Öberg                | +10,1       | 1+1+0+0      |
| 4     | Lisa Vittozzi              | +29,6       | 0+0+0+0      |
| 5     | Ingrid Landmark Tandrevold | +29,7       | 1+0+1+0      |
| 6     | Julia Simon                | +43,1       | 1+0+1+1      |
| 7     | Franziska Preuß            | +46,4       | 0+0+0+0      |
| 8     | Juni Arnekleiv             | +46,4       | 0+0+1+0      |
| 9     | Sophie Chauveau            | +1:11,2     | 0+0+2+0      |
| 10    | Linn Persson               | +1:24,1     | 0+1+0+2      |
| 0     |                            |             |              |
| 17    | Lena Häcki-Groß            | +2:01,4     | 2+0+2+1      |
| 21    | Vanessa Voigt              | +2:17,1     | 0+0+2+0      |
| 23    | Janina Hettich-Walz        | +2:56,4     | 1+0+1+1      |
| 30    | Tamara Steiner             | +4:51,3     | 1+1+0+2      |

Gemeldet und am Start: 30
Zum erst zweiten Mal in ihrer Karriere gelang es Justine Braisaz-Bouchet, zwanzig Scheiben in einem IBU-Wettkampf zu treffen, was sie sogleich in ihren dritten Sieg in Folge ummünzte. Dieses sogenannte Triple gelang einer Französin in Person von Sandrine Bailly zuletzt im Winter 2004/05. Dahinter klassierten sich die Öberg-Schwestern nach einer spannenden Schlussrunde auf dem Podest und ließen unter anderem Vittozzi und Preuß, die alle Scheiben trafen, keine Chance. Ihr erstes Top-10-Ergebnis des Winters erzielte Sophie Chauveau, ihr bestes Weltcupresultat Chrystyna Dmytrenko als 25. Insgesamt qualifizierten sich vier Ukrainerinnen für den Massenstart, was seit längerer Zeit nicht mehr der Fall war. Alle Scheiben traf neben den genannten noch die dreizehntplatzierte Deedra Irwin.

#### Männer
Start: Sonntag, 17. Dezember 2023, 14:45 Uhr
| Platz | Sportler                   | Zeit        | Schießfehler |
| ----- | -------------------------- | ----------- | ------------ |
| 1     | Johannes Thingnes Bø       | 35:00,1 min | 1+0+1+0      |
| 2     | Johannes Dale-Skjevdal     | +14,6       | 0+0+0+1      |
| 3     | Tarjei Bø                  | +21,8       | 0+0+0+1      |
| 4     | Martin Ponsiluoma          | +43,5       | 2+0+0+1      |
| 5     | Vetle Sjåstad Christiansen | +49,8       | 1+1+1+0      |
| 6     | Vebjørn Sørum              | +51,1       | 1+0+0+2      |
| 7     | David Zobel                | +58,1       | 0+0+1+1      |
| 8     | Michal Krčmář              | +58,2       | 0+1+0+0      |
| 9     | Tommaso Giacomel           | +58,3       | 1+2+0+1      |
| 10    | Andrejs Rastorgujevs       | +58,9       | 0+0+0+0      |
| 0     |                            |             |              |
| 12    | Philipp Horn               | +1:07,5     | 0+1+2+0      |
| 15    | Niklas Hartweg             | +1:17,2     | 1+0+0+1      |
| 16    | Justus Strelow             | +1:18,2     | 1+0+0+0      |
| 18    | Johannes Kühn              | +1:23,4     | 0+1+1+1      |
| 19    | Didier Bionaz              | +1:23,7     | 0+0+1+2      |
| 20    | Sebastian Stalder          | +1:24,7     | 0+0+1+1      |
| 21    | Benedikt Doll              | +1:25,6     | 2+0+2+1      |
| 22    | Lukas Hofer                | +1:26,8     | 1+1+1+1      |
| 24    | Philipp Nawrath            | +2:04,6     | 2+0+0+3      |
| 27    | Felix Leitner              | +3:06,7     | 0+1+1+1      |
| 28    | Florent Claude             | +3:36,5     | 0+1+1+1      |
| 29    | David Komatz               | +3:58,2     | 0+1+1+1      |

Gemeldet und am Start: 30
Hier entschied sich der Ausgang des Rennens beim letzten Schießen. Johannes Thingnes Bø traf im Gegensatz zu seinen Mitstreitern alle Scheiben und setzte sich an die Spitze, das Podest komplettierten seine Landsmänner Johannes Dale-Skjevdal und Tarjei Bø. Sein erstes Top-10-Resultat der Saison erzielten Michal Krčmář und David Zobel, auch für Niklas Hartweg gab es bei seinem Heimweltcup nach zwei schwierigen Wochen wieder gute Ergebnisse zu feiern. Émilien Jacquelin setzte sich nach zwei Schießeinlagen deutlich vom Rest des Feldes ab, konnte das hohe Tempo aber nicht durchhalten und wurde am Ende trotz nur zweier Fehler nur 13. Alle Scheiben trafen Andrejs Rastorgujevs und Alexander Muchin, der das Rennen als 25. abschloss. Sturla Holm Lægreid wurde nach einem gefährlichen Vorfall, bei dem sich beim Trockentraining im Hotelzimmer aus der geladenen Waffe versehentlich ein Schuss löste, noch vor dem Start vom Wettkampf ausgeschlossen.

## Auswirkungen
| Rang | Name                       | Punkte | Siege | Verän- derung |
| ---- | -------------------------- | ------ | ----- | ------------- |
| 1    | Johannes Thingnes Bø       | 484    | 3     |               |
| 2    | Tarjei Bø                  | 411    | 1     |               |
| 3    | Johannes Dale-Skjevdal     | 376    | 0     |               |
| 4    | Endre Strømsheim           | 317    | 0     |               |
| 5    | Sturla Holm Lægreid        | 301    | 0     |               |
| 6    | Philipp Nawrath            | 300    | 1     |               |
| 7    | Vetle Sjåstad Christiansen | 287    | 0     |               |
| 8    | Benedikt Doll              | 286    | 1     |               |
| 9    | Martin Ponsiluoma          | 284    | 0     |               |
| 10   | Sebastian Samuelsson       | 281    | 1     |               |

| Rang | Name                       | Punkte | Siege | Verän- derung |
| ---- | -------------------------- | ------ | ----- | ------------- |
| 1    | Justine Braisaz-Bouchet    | 427    | 3     |               |
| 2    | Ingrid Landmark Tandrevold | 417    | 1     |               |
| 3    | Elvira Öberg               | 393    | 1     |               |
| 4    | Lisa Vittozzi              | 386    | 1     |               |
| 5    | Franziska Preuß            | 322    | 0     |               |
| 6    | Julia Simon                | 317    | 0     |               |
| 7    | Karoline Offigstad Knotten | 310    | 0     |               |
| 8    | Vanessa Voigt              | 297    | 0     |               |
| 9    | Lena Häcki-Groß            | 284    | 0     |               |
| 10   | Lou Jeanmonnot             | 278    | 2     |               |

## Debütanten
Folgende Athleten nahmen zum ersten Mal an einem Biathlon-Weltcup teil. Dabei kann es sich sowohl um Individualrennen, als auch um Staffelrennen handeln.
| Männer | Frauen       |
| ------ | ------------ |
|        | Johanna Puff |